# Porotrichum eurydictyon
Porotrichum eurydictyon är en bladmossart som beskrevs av Brotherus 1906. Porotrichum eurydictyon ingår i släktet Porotrichum och familjen Neckeraceae. Inga underarter finns listade i Catalogue of Life.